# Heather Wurtele
Pour les articles homonymes, voir Wurtele.
Heather Wurtele née Danforth, le 12 juillet 1979 à Victoria, est une triathlète professionnelle canadienne, multiple vainqueur sur triathlon Ironman et Ironman 70.3.

## Biographie

### Jeunesse
Heather Wurtele grandit à Vernon en Colombie-Britannique et suit des cours à la Clarence Fulton High School. Pratiquant des sports universitaires elle s'adonne particulièrement au volley-ball et au basket-ball,, elle aime également pratiquer le ski alpin. Malgré une taille avantageuse pour la pratique des sports de ballons, elle n'est que peu douée pour ce genre de pratique. Elle poursuit ces études à l'université de la Colombie-Britannique où elle fait partie de l’équipe d'aviron pendant quatre ans et connait quelques succès locaux. Elle poursuit ces études à l'université de Victoria, jusqu’à l'obtention d'un diplôme supérieur en physiologie végétale.

### Carrière en triathlon
Heather Wurtele participe tout d'abord à des courses d'orientation pendant deux années, mais la difficulté et l'intensité la pousse à abandonner cette pratique sportive. Elle commence à pratiquer le triathlon sur quelques épreuves locales à partir de 2004, et obtient de bons résultats dans sa catégorie d'âge.
Elle déménage en Norvège en 2005, pour y poursuivre des études en génétique des plantes et de la forêt, elle est étudiante à temps plein pendant un an. Elle suspend son doctorat et rentre aux États-Unis ou elle reprend un entrainement intensif en triathlon. En 2007 elle remporte le championnat national longue distance devant l’ancienne championne du monde d'Ironman Lori Bowden, une semaine plus tard, elle finit première de son groupe d'age sur l'Ironman  Cœur d'Alene et se qualifie en amateur pour la finale à Kona.
En 2007 Heather Würtele devient professionnelle avec son mari Trevor devenu également professionnel, ils quittent tous les deux leurs emplois respectifs pour se consacrer uniquement au triathlon. Ils vendent une partie de leur biens pour s'équiper en moyen de déplacement approprié et voyagent ensemble de course en course. En 2007, elle remporte sa première grande victoire sur Ironman à Cœur d'Alene. Elle remporte dans les années qui suivent plusieurs victoires sur Ironman et Ironman 70.3.

## Palmarès
Le tableau présente les résultats les plus significatifs (podium) obtenus sur le circuit international de triathlon depuis 2008.
| Année | Compétition                              | Pays       | Position           | Temps           |
| ----- | ---------------------------------------- | ---------- | ------------------ | --------------- |
| 2019  | Ironman 70.3 Campeche                    | Mexique    | Médaille d'or      | 4 h 26 min 43 s |
| 2019  | Ironman Canada                           | Canada     | Médaille d'or      | 9 h 20 min 41 s |
| 2018  | Challenge Geraardsbergen                 | Belgique   | Médaille d'or      | 4 h 20 min 29 s |
| 2018  | Ironman 70.3 Campeche                    | Mexique    | Médaille d'or      | 4 h 17 min 23 s |
| 2017  | Championnat du monde Challenge           | Slovaquie  | Médaille de bronze | 4 h 15 min 36 s |
| 2017  | Challenge Sardaigne                      | Italie     | Médaille d'or      | 4 h 27 min 46 s |
| 2017  | Challenge Majorque                       | Espagne    | Médaille d'or      | 4 h 24 min 42 s |
| 2017  | Championnat du monde longue distance ITU | Canada     | Médaille de bronze | 5 h 55 min 51 s |
| 2016  | Championnat du monde Ironman 70.3        | Australie  | Médaille de bronze | 4 h 13 min 36 s |
| 2016  | Challenge Iceland                        | Islande    | Médaille d'or      | 4 h 24 min 0 s  |
| 2016  | Ironman 70.3 Victoria                    | Canada     | Médaille d'or      | 4 h 13 min 6 s  |
| 2016  | Ironman 70.3 Saint George                | États-Unis | Médaille d'or      | 4 h 16 min 48 s |
| 2016  | Ironman 70.3 Californie                  | États-Unis | Médaille d'or      | 4 h 16 min 17 s |
| 2016  | Ironman 70.3 Monterrey                   | Mexique    | Médaille d'or      | 4 h 8 min 19 s  |
| 2015  | Championnat du monde Ironman 70.3        | Autriche   | Médaille d'argent  | 4 h 23 min 7 s  |
| 2015  | Ironman 70.3 Racine                      | États-Unis | Médaille d'or      | 4 h 12 min 18 s |
| 2015  | Ironman 70.3 St. George                  | États-Unis | Médaille d'or      | 4 h 17 min 58 s |
| 2014  | Ironman 70.3 Californie                  | États-Unis | Médaille d'or      | 4 h 26 min 43 s |
| 2014  | Ironman 70.3 Monterrey                   | Mexique    | Médaille d'or      | 4 h 7 min 47 s  |
| 2014  | Ironman 70.3 Eagleman                    | États-Unis | Médaille d'or      | 4 h 11 min 3 s  |
| 2014  | Ironman Coeur d'Alene                    | États-Unis | Médaille d'or      | 9 h 34 min 32 s |
| 2014  | Championnat du monde Ironman 70.3        | États-Unis | Médaille de bronze | 4 h 14 min 55 s |
| 2013  | Ironman 70.3 Calgary                     | Canada     | Médaille d'or      | 4 h 26 min 43 s |
| 2013  | Ironman 70.3 Panama City                 | États-Unis | Médaille d'or      | 4 h 21 min 22 s |
| 2013  | Ironman Coeur d'Alene                    | États-Unis | Médaille d'or      | 9 h 16 min 2 s  |
| 2012  | Ironman 70.3 Timberman                   | États-Unis | Médaille d'or      | 4 h 20 min 48 s |
| 2011  | Ironman Lake Placid                      | États-Unis | Médaille d'or      | 9 h 19 min 3 s  |
| 2011  | Ironman St. George                       | États-Unis | Médaille d'or      | 9 h 30 min 33 s |
| 2010  | Ironman St. George                       | États-Unis | Médaille d'or      | 9 h 35 min 25 s |
| 2009  | Ironman St. George                       | États-Unis | Médaille d'or      | 9 h 38 min 58 s |
| 2008  | Ironman Canada Coeur d'Alene             | États-Unis | Médaille d'or      | 9 h 38 min 58 s |